# ヨセフィーナ・カブリーコヴァー

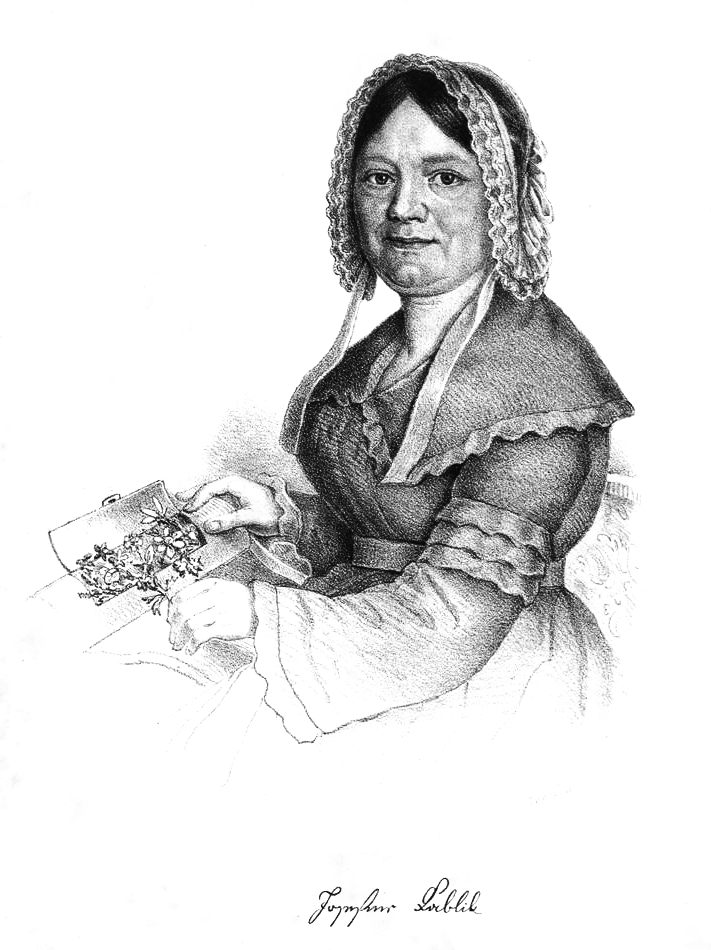
osefína Kablíková

ヨセフィーナ・カブリーコヴァー（Josefína Kablíková、結婚前の姓 Ettelová 1787年3月9日 - 1863年7月21日）は、チェコの植物学者である。

## 略歴
フラデツ・クラーロヴェー州のヴルフラビーで生まれた。父親はドイツ出身の紙工場の工場主David Ettelaであった。幼い頃から自然を愛し、その経験や花のコレクションは後の植物学研究のもとになった。主婦として家事を行うように育てられ、12歳でプラハの聖ウルスラ修道会で教育を受けた。19歳で薬剤師のVojtěchem Kablíkem (1783–1853)と結婚した。夫は有能な化学者で、兄弟が継いだ紙工場の新しい漂白方法を発明した。
夫はヨセフィーナが植物学の研究をするのに理解を示した。カブリーコヴァーはイゼラ山地やスニェシュカ山などの高地で植物や化石を採集した。1819年にオーピッツ（Philipp Maximilian Opiz）によってプラハに設立された植物標本交換会のメンバーとなり、多くの標本がヨーロッパの研究者に提供され、カブリーコヴァーの名も知られるようになった。1841年に王立ババリア植物学会の准会員に選ばれ、ウィーン動物学・植物学会の唯一の女性会員となるなど多くの学術団体で活動した。